# ديفيد جونز (سياسي بريطاني)
ديفيد جونز (بالإنجليزية: David Jones) هو مدون وسياسي بريطاني، ولد في 22 مارس 1952 في لندن في المملكة المتحدة. حزبياً، نشط في حزب المحافظين.

## مناصب
- انتخب عضو الجمعية الوطنية الويلزية الأولى عن دائرة شمال ويلز [الإنجليزية]‏ وقد انضم خلال فترته النيابية  [لغات أخرى]‏ (10 سبتمبر 2002 – 2 أبريل 2003) للكتلة البرلمانية الحزب الويلزي المحافظ.
- في الانتخابات العامة في المملكة المتحدة 2005، انتخب عضو برلمان المملكة المتحدة الـ54 عن دائرة كلويد الغربية وقد انضم خلال فترته النيابية ‏ (5 مايو 2005 – 12 أبريل 2010) للكتلة البرلمانية حزب المحافظين.
- في انتخابات المملكة المتحدة لعام 2010، انتخب عضو برلمان المملكة المتحدة الـ55 عن دائرة كلويد الغربية وقد انضم خلال فترته النيابية ‏ (6 مايو 2010 – 30 مارس 2015) للكتلة البرلمانية حزب المحافظين.
- في الانتخابات العامة في المملكة المتحدة 2015، انتخب عضو برلمان المملكة المتحدة الـ56 عن دائرة كلويد الغربية وقد انضم خلال فترته النيابية ‏ (8 مايو 2015 – 3 مايو 2017) للكتلة البرلمانية حزب المحافظين.
- في الانتخابات التشريعية البريطانية 2017، انتخب عضو برلمان المملكة المتحدة الـ57 عن دائرة كلويد الغربية وقد انضم خلال فترته النيابية ‏ (8 يونيو 2017 – ) للكتلة البرلمانية حزب المحافظين.
- انتخب عضو مجلس الشورى البريطاني.

## وصلات خارجية
- الموقع الرسمي